# A Dardanellák ostroma

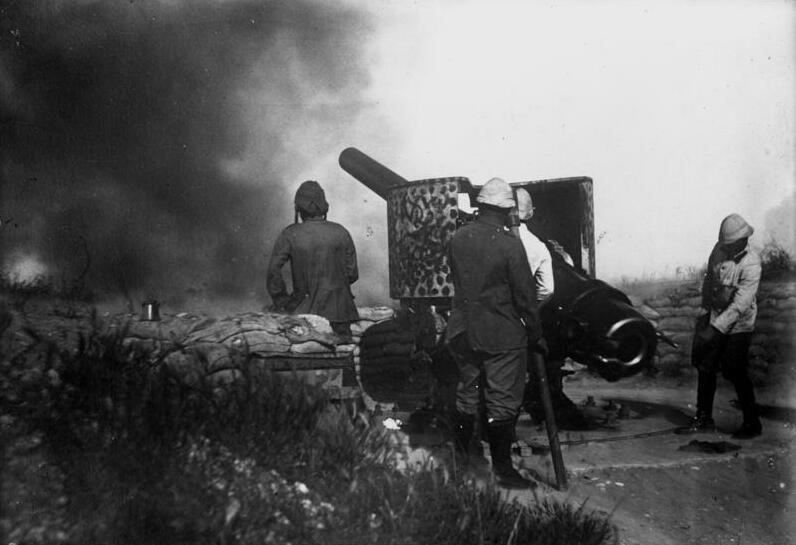
Török partvédő nehéztüzérség

A Gallipoli-félsziget ostroma 1915. február 19-től 1916. január 9-ig tartó csata volt, melynek során a védekező török hadsereg sikerrel védte meg a Dardanellák tengerszorost a támadó brit és francia erőkkel szemben.

## Az Antant útkeresése 1914 végén
1914 végére Nyugat-Európában a frontvonalak megmerevedtek, kialakult az állóháború. Az antant katonai tervezői a hiábavaló áttörési kísérletek miatt egyre inkább úgy látták, hogy erőfölényüket csak a császári német haderő megosztásával lehetnek képesek érvényesíteni. Új frontot kellett hát nyitni, mely német erőket vonna el nyugatról és csökkentené a Franciaországra nehezedő nyomást.
A briteket 1914 végén Schleswig-Holstein tartomány ostromának gondolata foglalkoztatta, de születtek tervek egy Bréma elleni akcióra is. Nagy-Britannia figyelme akkor fordult a Balkán felé, amikor 1914 novemberében Törökország hadba lépett a központi hatalmak oldalán, veszélyeztetve ezzel Egyiptomot és az India felé vezető hajózóutat. A Gallipoli-félsziget megszállását Winston Churchill javasolta, ötlete gyorsan népszerűvé vált a brit hadvezetésben.
Briand, Franciaország igazságügy-minisztere 1914 novemberében javasolta, hogy az antant küldjön egy 400 000 fős hadsereget Szalonikibe ezzel segítvén meg a szorult helyzetben lévő Szerbiát és egyben új, erős frontot nyitva az Osztrák–Magyar Monarchia hátában. Gallieni támogatta a tervet, míg a nyugati front parancsnokságát ellátó Joffre ellenezte bármiféle erő elvonását a nyugati frontról.
Oroszország szorult helyzetbe került. Bár sikerrel indított támadást az Osztrák-Magyar Monarchia ellen, de a németek könnyedén verték szét a Kelet-Poroszország elleni két orosz támadást. Törökország hadba lépésével kialakult a veszélyes kaukázusi front, ahol a török erők előnyben voltak az oroszokkal szemben. Oroszország nem tudott katonákat elvonni a keleti frontról, viszont mindenképpen enyhíteni kívánta a Kaukázusra nehezedő török nyomást, sürgette hát egy törökországi hadművelet kidolgozását.

## Katonai és politikai koncepció
A támadás első számú célja tehát az volt, hogy a térségbe vonzza és ott lekösse a török hadsereget. E feladat mind sürgetőbbé vált, hiszen 1915 februárjában a törökök kísérletet tettek a Szuezi-csatorna elvágására. A Dardanellák ostrománál a katonai cél tehát nem az volt, hogy bármi áron elfoglalják a tengerszorosokat.
A támadás politikai következményeihez jóval nagyobb reményeket fűzött az Antant: a brit-francia-orosz szövetség oldalára kívánták állítani a Balkán még semleges államait. Görögországban  1913 óta a németbarát Konstantin király uralkodott. A görög hadsereg a központi hatalmakat támogatta, míg a lakosság jobban kedvelte a franciákat. A kormány is az Antanthoz húzott, de csak akkor volt hajlandóak együttműködni vele, ha nem kellett tartaniuk Bulgária és Törökország katonai erejétől. Bulgária 1914 elején még nem döntötte el, hogy melyik szövetséghez csatlakozik. Semmiképpen sem kívánt olyan katonai kalandba bocsátkozni, amelyben vereséget szenvedhet, de a bolgár kormányzat szerb és török területekre is szemet vetett. 1914-ben a kis balkáni államok közül Bulgária hadserege volt a legerősebb (ugyanakkor a legnagyobb veszteségeket ők szenvedték el a második Balkán-háborúban). Az Antant egyebek közt azért akart határaihoz közel megjelenni, hogy erősítse az ország antant-orientációját. A hadművelet negyedik "címzettje" Románia volt. A román nemzetállam régóta dédelgetett álma volt Erdély és Dobrudzsa megszerzése; hadseregük azonban gyenge volt: nem dacolhatott se Bulgária, se a Monarchia katonai erejével. Ha Bulgáriát sikerült volna az Antant oldalára állítani, akkor a románok a hátukat biztonságban tudva már vállalkozhattak volna egy Erdély elleni akcióra.

## Előkészületek
A francia hadvezetés vonakodott a szárazföldi akciótól. Joseph Joffre gyengének érezte a nyugati francia frontot, ezért ellenezte az erők bármiféle átdobását a Balkánra. A francia flotta bevetése ellen viszont senkinek nem volt kifogása. A francia és az angol hadvezetés eredetileg egy-egy hadosztályt ajánlott fel a műveletre, ám ez nevetségesen kevésnek tűnt. A katonai akció egyelőre a flotta által kivitelezett műveletként körvonalazódott.
Február 19-én az antant flotta megkezdte a Dardanellák külső erődjeinek lövetését a tenger felől. Az Antant megszállta a szorosok közelében fekvő Lémnosz és Tenedosz szigeteket, hogy csapatai számára utánpótlási bázist építsen ki. Az antant-párti görög külügyminiszter is 40 000 katonát ajánlott fel az akció számára. Olaszország hatalmi köreiben is érdeklődést váltott ki az angol-francia készülődés, Róma kapcsolatokat kezdett kiépíteni az antant irányában.
Oroszország nagykövete március 4-én átadta a nyugati szövetségeseknek a cár memorandumát, melyben követeli jogainak elismerését a Dardanellák és a Boszporusz felett. Követelték továbbá, hogy a katonai akciókban a görög hadsereg ne vehessen részt. (Oroszország magának kívánta a Márvány-tenger partvidékét, melyre a görög nacionalisták is igényt formáltak.) Március folyamán tárgyalások folytak az antant államai között, melyeken először vázolták fel Törökország felosztásának tervét. Az egyezség megszületése után kezdődhettek meg  a valódi hadműveletek.

## 1915. március 18.
Március 18-án az antant flottája 4×4-es rácsba formálódva behatolt a szorosba. Előzetesen a britek kisebb hajói megkísérelték felszedni a törökök által telepített aknazárat. Ez csak részben sikerült, mivel a parti török erődökből folyamatos tűz alatt tartották az aknaszedőket. Ilyen körülmények között az aknamentesítés nem sikerülhetett tökéletesen. A flotta terve egyszerű volt: a csatacirkálók fedélzeti ágyúi megsemmisítik a parti erődök ütegeit, majd a maradék aknákat felszedve a flotta felhajózik a szoroson.
| A csoport      | HMS Queen Elizabeth | HMS Agamemnon     | HMS Lord Nelson | HMS Inflexible |
| B csoport      | Gaulois             | Charlemagne       | Bouvet          | Suffren        |
| Brit B csoport | HMS Vengeance       | HMS Irresistible  | HMS Albion      | HMS Ocean      |
| Támogató hajók | HMS Majestic        | HMS Prince George | HMS Swiftsure   | HMS Triumph    |
| Tartalék       | HMS Canopus         | HMS Cornwallis    |                 |                |

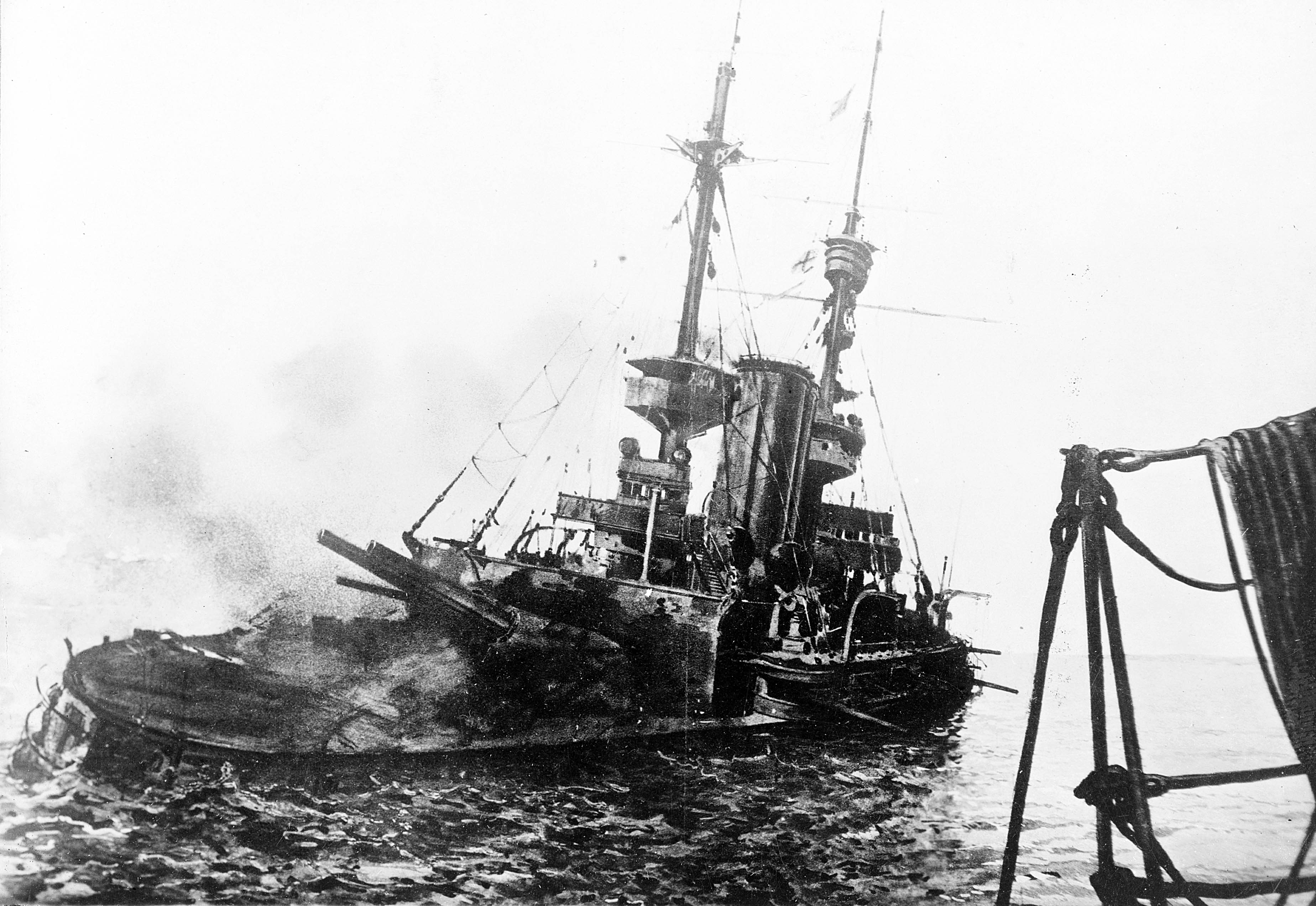
Az elhagyott és süllyedő Irresistible

A hajókat a partról erős tűz alá vették a török védők. Találatot kapott a Gaulois, a Suffren, az Agamemnon és az Inflexible.
Az Antant támadóék első áldozata a 13:54-kor aknára futott francia Bouvet volt. A hajó percek alatt süllyedt el, 600 tengerészt vitt a hullámsírba. Az Inflexible szintén aknára futott és a hajó orra súlyosan megrongálódott, de még el tudott menekülni. Később az Irresistible futott aknára és merült el percek alatt, legénységét még ki tudták menteni. 18:15-kor a visszavonuló Ocean kormányművét tette tönkre egy újabb akna. A hajó irányíthatatlanná vált és süllyedni kezdett. Órák múlva egy brit romboló érkezett, hogy a roncsot elsüllyessze, de ekkorra már nem volt nyoma.
A március 18-i csata alatt mind a brit, mind a francia haditengerészet századok óta legsúlyosabb vereségét szenvedte el. A flottát ért csapást látván kezdték tervezni a britek a félsziget elleni szárazföldi támadást.

## Partraszállás

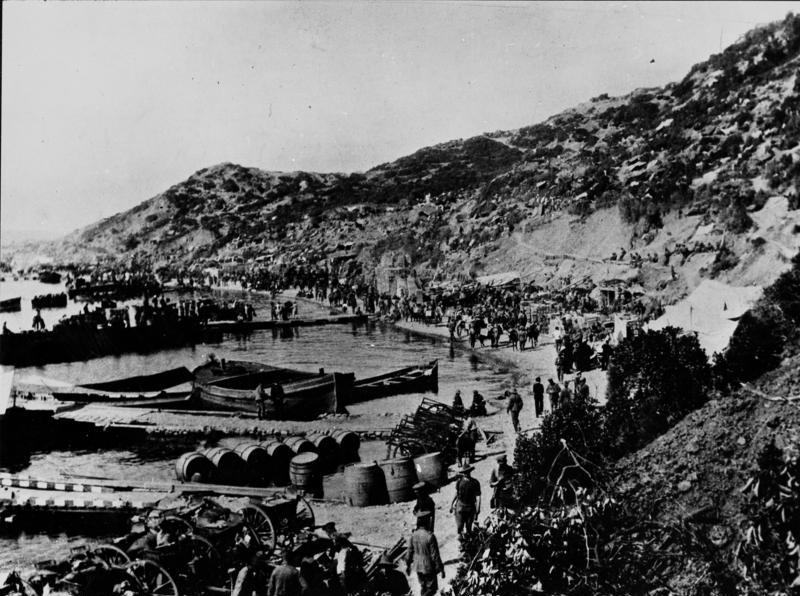
Partraszállás az ANZAC-öbölben, 1915.

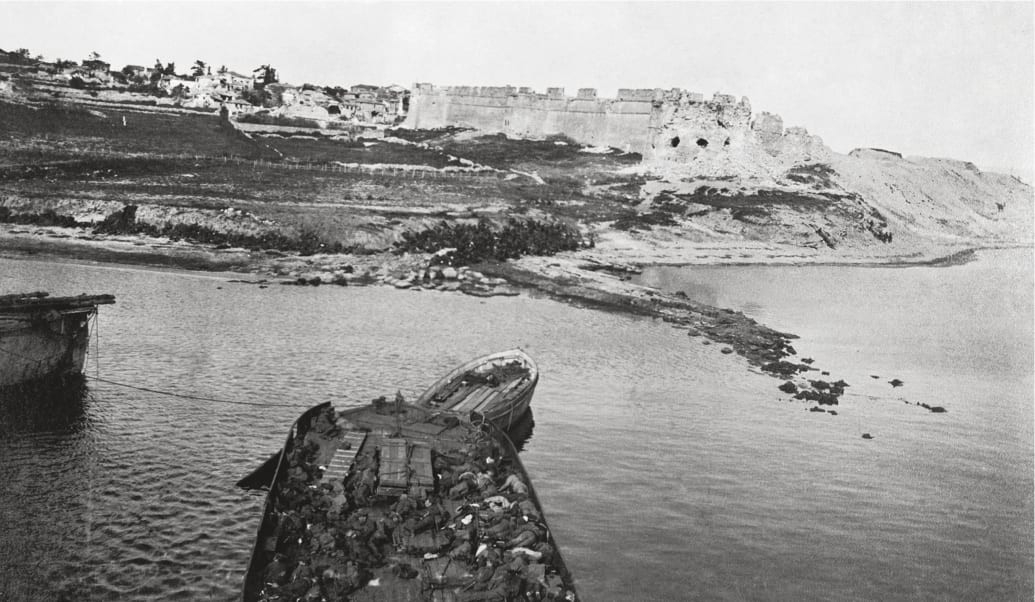
Halott brit katonákkal teli hajó a Seddülbahir erőd előtt – 1915. április 25.

A brit hadvezetést megosztotta a törökországi művelet fontossága. Végül nem a nyugati frontról vontak el erőket, hanem Egyiptomból hajóztattak át ausztrál és új-zélandi csapatokat. A franciák még szenegáli gyarmati csapatokat is bevettek az akcióba. 
Az antant 5 hadosztálynyi erővel kezdte meg a Gallipoli-félsziget elleni szárazföldi támadást 1915. április 25-én. A Dardanellák északi és déli partjai mentén több látványos ál-partraszállást is rendeztek, hogy a török sereg átcsoportosítását megakadályozzák. A part hosszában a német vezetés alatt álló 5. török hadsereg sorakozott fel.
Az antant erők között gyarmati egységek, a franciák oldalán szenegáli erők, a britek mellett pedig indiaiak, szudániak és egyiptomiak voltak, továbbá a brit nemzetközösség államai is, így új-zélandiak, ausztrálok, kanadaiak és új-fundlandiak voltak. Részt vett az akcióban később Palesztinában, egy török erőd bevételénél legendássá vált ausztrál könnyűlovasság több alakulata.
A félsziget csúcsán fekvő Krithia térségében, illetve a valamivel északabbra elhelyezkedő Ari Burnu falvaknál szálltak valóban partra a francia-brit-ausztrál erők. 
Krithia közelében a franciák, az ausztrálok és angolok első egységei hatalmas veszteségeket szenvedtek. Egyes partraszálló alakulatoknál 60%-os volt a veszteség. Különösen nagy veszteség érte a partot védő Seddülbahir erődnél partra tett egységeket. (200-ból csak 11-en jutottak élve a partra.) Április 27-én érte el a hídfő a legnagyobb kiterjedését. Ekkor az angolok csak 500 méternyire voltak az elnéptelenedett Krithia falucskától. A törökök gyorsan erőket csoportosítottak a térségbe és május 3-a éjjelén visszavetették az angol alakulatokat, de a tengerbe szorítani már nem tudták azokat. Szilárd hídfő jött létre.
Északabbra az ún. ANZAC-bozótban ausztrál és új-zélandi katonák szálltak partra. A területet a Kemal Atatürk által vezetett kisszámú török alakulat védte. A partraszállást nem tudták megakadályozni. A kulcsfontosságú hegycsúcsokért kezdődött versenyfutásból a török hadsereg került ki győztesen. Az öblöt körbefogó csúcsok többször is gazdát cseréltek, míg végül a török védelem megszilárdult. A partról azonban itt sem sikerült kiszorítani az antant csapatait.
A Dardanellák partjain ugyanolyan állóháború alakult ki, mint a nyugati fronton. A támadókat jól álcázott géppuskafészkek fogadták, aknamezőket telepítettek és szögesdrótokat húztak ki.

## Áttörési kísérletek nyár elején

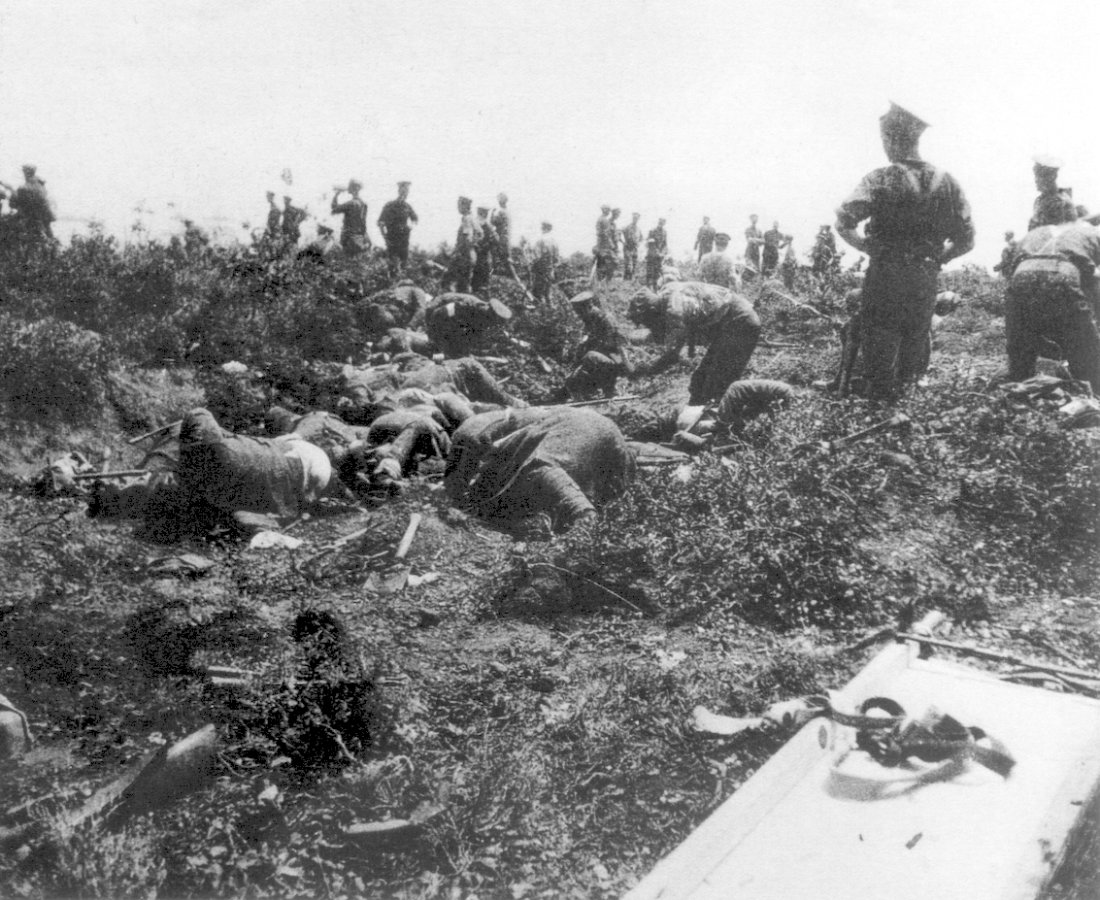
Ausztrál katonák halottakat szednek össze az ANZAC-bozótban – 1915. május 25.

Május 6-án a britek megkísérelték elfoglalni a kulcspozícióban lévő Krithia falucskát. Nagy veszteségek árán mindössze néhány hektárnyi terület jutott a kezükre. Június 4-én ugyanitt támadtak a britek. 20 000 angol katona indult rohamra, 25%-os veszteség árán semmiféle területi nyereségük nem volt. Június 28-án frissen a frontra érkezett angol csapatok érkeztek és értek el győzelmeket, melyek csak korlátozott területnyereséggel párosultak.
Az ANZAC-bozótban a török csapatok indultak rohamra május 19-én. A támadás tervét az ausztrálok korábban megszerezték és védelmüket a megfelelő helyen csoportosítva kivédték a török offenzívát. A törökök 10 000-es veszteségével szemben az angolszászok "mindössze" 500 főt veszítettek.
A nyár eleji harcokban mindkét fél áttörésre törekedett. Bár az angolok és franciák fegyverei fejlettebbek, csapataik szervezettebbek voltak, mégsem tudták erőfölényüket érvényesíteni. A török hadsereg jól használta ki létszámbeli és helyzeti fölényét az angolszászokkal szemben. A terep nekik kedvezett. Sikeresen foglalták el a magasabb tereppontokat, ezeket még gyengébb fegyvereikkel is meg tudták védeni az antant támadásaitól. A partraszállás nem ért el jelentős eredményeket. A támadóknak újra kellett gondolniuk a hadművelet alapjait.

## Offenzíva augusztusban
A brit vezetés belátván, hogy sem a tengeren, sem a szárazföldön nem lehetséges az áttörés, újabb partraszállást szervezett a törökök hátában. Augusztus 6-án az ANZAC-bozóttól északra újabb csapatokat tettek partra. A csapatok gyorsan megszállták a környező magaslatokat és úgy tűnt, hogy az antant ki tud törni a hídfőből. Két nap múlva a török ellentámadás lesöpörte az ausztrálokat a dombokról. 25-én újabb angolszász partraszállás következett, amely jelentősen bővítette a hídfő területét, de stratégiai jelentőségű áttörést nem ért el.
Nem csak az ANZAC-bozótban indult támadásra az antant. A Krithia ellen vezetett akciókat a törökök rendre elhárították. Az antant a nagy veszteségek miatt leállította a támadásokat, és védelembe rendelte csapatait.

## Menekülés Gallipoliból

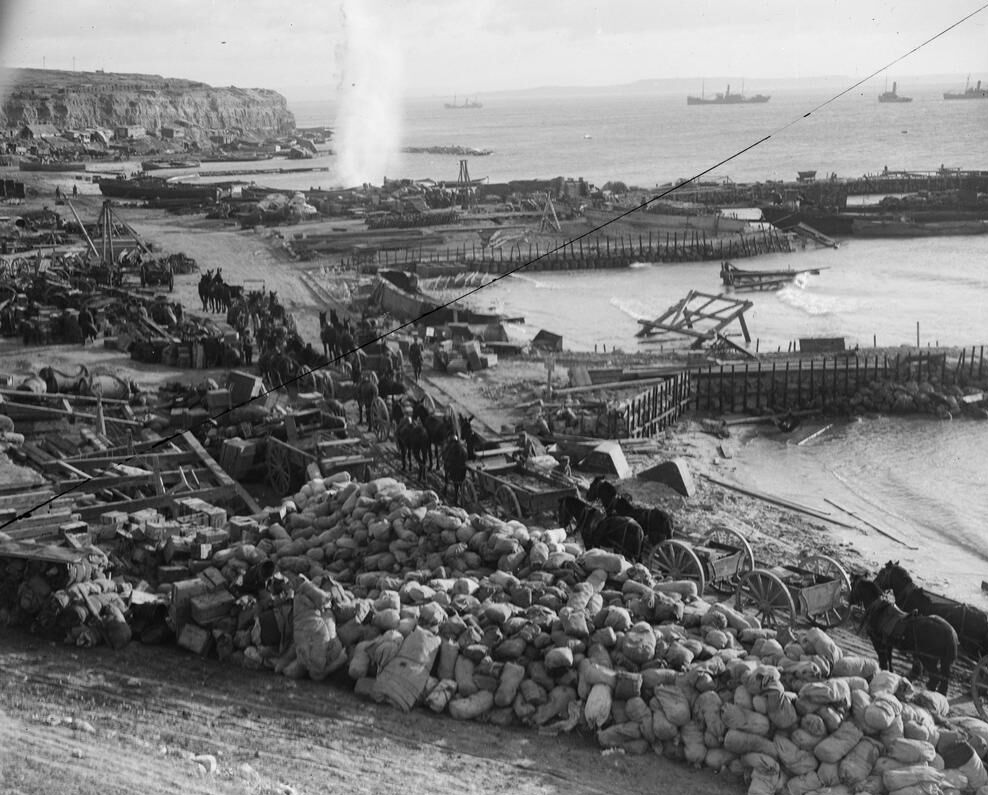
Brit csapatok a Gallipoli-félsziget csúcsánál evakuálásra várakoznak – 1916. január 7.

1915 októberében a hadi helyzet alapvetően változott meg a Balkánon. Bulgária hadba lépett a központi hatalmak oldalán, és segítségével az osztrák–magyar csapatok lerohanták Szerbiát. A szerb hadsereg összeroppant és Korfura menekült. Románia két tűz közé került, és ideiglenesen megszakította a tárgyalásokat az antanttal. Ebben a helyzetben félő volt, hogy Görögország is eltávolodik a francia–brit szövetségtől. Az antantbarát görög kormány a központi hatalmak győzelmeinek hírére összeomlott, helyette egy semlegességet pártoló államvezetés került hatalomra. Törökország önbizalma és tekintélye megnőtt. Ausztria–Magyarország 1916 januárjára meghódította Montenegrót, és csapatai állomásoztak Albánia északi részén; a támadás Görögországot veszélyeztette. Törökország Bulgárián keresztül végre szárazföldi összeköttetésbe került szövetségeseivel, és jelentős mennyiségű fegyver, hadianyag és katona áramlott a régióba. Az antant Dardanellák elleni hadművelete pontosan a remélttel ellentétes eredményt érte el.
Ebben a helyzetben az antant hadvezetése nem látta értelmét további véráldozatoknak a Dardanellák ostrománál. Október 5-én brit erők szálltak partra Szalonikiben, és beásták magukat a város körül. A művelet célja az volt, hogy a széteső szerb hadsereget morálisan megsegítsék, és elrettentsék a központi hatalmakat Görögország megtámadásától. Az új balkáni front megerősítését egyre többen követelték, e célra ideálisnak bizonyultak a Gallipolinál megrekedt antant-hadak. Október végén elkezdődött a csapatok elszállítása. A törökök folyamatosan ágyúzták a partokon gyülekező csapatokat. Az idő is rosszra fordult, a mediterrán térségben szokatlan havazások, jégesők és téli viharok nehezítették a tengeri szállítást. 
Sir Ian Hamilton ingerülten reagált a csapatok kivonásáról szóló október közepi elképzelésekre. Véleménye szerint a művelet akár 50%-os veszteséggel is járhatott volna, s ennek a számnak hallatán sürgősen leváltották. Sir Charles Monro lett a hadszíntér főparancsnoka, s ő november 15-én benyújtotta tervét a csapatok kimenekítésére. November 28-án érkezett meg a hadszíntérre, és decemberre verekedte keresztül Lord Kitcheneren, Churchillen és a flottán az evakuálás elfogadását. A döntés december 7-én született meg. Az ausztrálok árkokat ástak, és az éj leple alatt osontak a parton kikötő csónakokhoz. A menekülés során többször indítottak apróbb támadásokat, hogy szándékukat leplezzék. December 20-án az utolsó ausztrál egységek is elmenekültek az ANZAC-bozótból. A Gallipoli félsziget csúcsán lévő lövészárkokat 1916. január 9-én hagyták el az utolsó brit alakulatok.

## Veszteségek és következmények
A gallipoli kísérlet az antant súlyos katonai és taktikai vereségével ért véget. A sok halott, elvesztegetett hadianyag, megsemmisült hadihajó kiábrándultsághoz vezetett a brit birodalom gyarmatain. Ausztrália és Új-Zéland nem érezte magáénak az európai háborút. (Fiaikat a Brit-Szigetek védelmének ürügyével vitték Európába, de a Dardanellák távol estek a Csatorna partjaitól.) A központi hatalmak tekintélyt szereztek a balkáni államokban, és félő volt, hogy továbbiak kerülnek a német érdekkörbe. Az akciót támogató Winston Churchillnek le kellett mondania a brit flottaminiszter tisztségéről. Ausztráliában és Új-Zélandon április 25-e (a partraszállás első napja) nemzeti emléknap.